# 猿渡洋
猿渡 洋（さるわたり ひろし）は、日本の情報工学者。東京大学大学院情報理工学系研究科システム情報学専攻教授。

## 略歴
- 1991年3月 - 名古屋大学工学部電気系学科卒業[1]
- 1993年
  - 3月 -  名古屋大学大学院工学研究科電気系専攻博士前期課程修了[2]
  - 4月 -  セコムIS研究所研究員[2]
- 1999年4月 - 日本学術振興会特別研究員[1]
- 2000年
  - 3月 -  名古屋大学大学院工学研究科電子情報学専攻博士後期課程修了、工学博士[2]
  - 4月 -  奈良先端科学技術大学院大学情報科学研究科助教授[2]
- 2007年4月 - 奈良先端科学技術大学院大学情報科学研究科准教授[2]
- 2008年 - ジョージア工科大学客員研究員[1]
- 2011年4月 - 筑波大学生命領域学際研究センター客員研究員[1]
- 2014年4月 - 東京大学大学院情報理工学系研究科教授[2]
- 2015年4月 - 東京大学総長補佐[1]
- 2016年4月 - 東京大学大学院情報理工学系研究科システム情報学専攻長[1]
- 2017年4月 - 東京大学工学部計数工学科長、東京大学数理・情報教育研究センター応用展開部門長[1]
- 2021年4月 - 東京大学大学院情報理工学系研究科創造情報学専攻長[1]

## 受賞
- 1998年 電気関係学会東海支部連合大会奨励賞[1]
- 2000年 電子情報通信学会論文賞[1]
- 2004年 電気通信普及財団テレコムシステム技術賞[1]
- 2006年 電子情報通信学会論文賞[1]
- 2006年 神戸製鋼所生産システム研究所最優秀発明賞[1]
- 2006年 IROS2005 Best Application Paper Award IEEE/RSJ[1]
- 2007年 人工知能学会研究会優秀賞[1]
- 2007年 The First Prize of IEEE MLSP2007 Data Analysis Competition for BSS IEEE[1]
- 2009年 電気通信普及財団 テレコムシステム技術賞[1]
- 2009年 電子情報通信学会 基礎・境界ソサイエティ編集活動感謝状[1]
- 2011年 ドコモ・モバイル・サイエンス賞基礎科学部門優秀賞[1]
- 2011年 電気通信工学振興会RIEC Award[1]
- 2012年 電気通信普及財団 テレコムシステム技術賞[1]
- 2013年 市村学術賞功績賞[1]
- 2013年 Best Paper Award APSIPA ASC[1]
- 2015年 文部科学大臣表彰科学技術賞（研究部門）[1]
- 2017年 電子情報通信学会業績賞[1]
- 2017年 21st Annual Best of Computing Notable Books and Articles 2016 ACM Computing Reviews[1]
- 2018年 Distinguished Lecturer Asia-Pacific Signal and Information Processing Association (APSIPA)[1]
- 2018年 電気通信普及財団テレコムシステム技術賞奨励賞[1]
- 2018年 服部報公会報公賞[1]
- 2018年 Best Paper Award APSIPA ASC[1]
- 2021年 APSIPA Sadaoki Furui Prize Paper Award Asia-Pacific Signal and Information Processing Association[1]